# 다니구치 이사오
다니구치 이사오(일본어: 谷口 功, 1991년 2월 16일 ~ )는 일본의 전 축구 선수이다.

## 구단 경력
그는 2013년부터 2019년까지 J리그의 기라반츠 기타큐슈, 가고시마 유나이티드 FC에서 활동하였다.